# Ядкан (деревня)
Ядкан — деревня в Кыштовском районе Новосибирской области. Входит в состав Черновского сельсовета.

## География
Площадь деревни — 30 гектаров.

## Население
| 2002 | 2007 | 2010 |
| ---- | ---- | ---- |
| 36   | ↘29  | ↘20  |

## Инфраструктура
В деревне по данным на 2007 год отсутствует социальная инфраструктура.